# Ashley Benson
Ashley Victoria Benson (Anaheim, 18 de desembre de 1989) és una model i actriu de cinema i televisió estatunidenca.

## Biografia
Benson va néixer a Long Beach, a l'estat de Califòrnia. Quan encara era nena, es va mudar a San Diego. Quan tenia 3 anys, Benson va començar a practicar i estudiar ballet, jazz, hip-hop i cant. Als 4 anys va començar a participar en cors infantils, arribant a cantar davant 2.500 persones en una església durant les celebracions de Nadal. Als 8 anys, va començar la carrera com a model infantil, signant amb l'agència Ford Models i apareixent en diverses imatges i vídeos musicals. El 1999 Benson va començar la seva carrera com a actriu actuant en diversos comercials, encara que ràpidament va fer el seu salt al cinema i la televisió. L'abril de 2005 va signar un contracte per 5 anys amb la sèrie de televisió Days of our Lives. En aquesta sèrie va interpretar a Abigail "Abby" Deveraux, la filla gran dels personatges Jack Deveraux i Jennifer Horton. També va actuar en la pel·lícula 13 Going on 30.
El 2008 va actuar en la pel·lícula Fab Five: The Texas Cheerleader Scandal, en la qual va interpretar a Brooke Tippit. Aquesta pel·lícula està basada en una història real que va passar en una escola de Texas (McKinney North High School).
Actualment, interpreta Hanna Marin en la reeixida sèrie d'ABC Family Pretty Little Liars. Ashley també ha participat en les gravacions de la pel·lícula Ex-mas Carol, al costat de Chad Michael Murray i Christina Milian, que s'estrenarà aviat.
Va tenir una relació amb la també model i actriu Cara Delevingne, la parella va trencar la seva relació el juny de 2020.

## Filmografia[5]
| Film         | Film                                    | Film             | Film                       |
| Any          | Títol                                   | Rol              | Notes                      |
| ------------ | --------------------------------------- | ---------------- | -------------------------- |
| 2004         | 13 Going on 30                          | Six Chick        |                            |
| 2005         | Neighbors                               | Mindy            |                            |
| 2007         | Bring It On: In It to Win It            | Carson           |                            |
| 2008         | Fab Five: The Texas Cheerleader Scandal | Brooke Tippit    |                            |
| 2008         | Bart Got a Room                         | Alice            |                            |
| 2010         | Christmas Cupid                         | Caitlin Quinn    | ABC Family Original Movie  |
| 2011         | The Hate List                           | Jessica Campbell | Paper principal            |
| 2011         | Ten Year                                | Anna             |                            |
| Televisió    |                                         |                  |                            |
| Any          | Sèrie                                   | Rol              | Notes                      |
| 2002         | Nikki                                   | Dancer           | 1 episodi                  |
| 2002         | The District                            | Melissa Howell   | 1 episodi                  |
| 2002         | The West Wing                           | Girl             | 1 episodi                  |
| 2004         | Strong Medicine                         | April            | 1 episodi                  |
| 2004–2007    | Days of our Lives                       | Abigail Deveraux | 175 episodis               |
| 2005         | 7th Heaven                              | Margot           | 2 episodis                 |
| 2005         | Zoey 101                                | Candice          | 1 episodi                  |
| 2006         | The O.C.                                | Riley            | 1 episodi                  |
| 2008         | Supernatural                            | Tracy Davis      | 1 episodi                  |
| 2008         | CSI: Miami                              | Amy Beck         | 1 episodi                  |
| 2009–2010    | Eastwick                                | Mia Torcoletti   | 13 episodis                |
| 2010–present | Pretty Little Liars                     | Hanna Marin      | ABC Family Original Series |